# Cuộc tấn công Kupiansk

Bản đồ chiến sự cuộc tấn công Kupiansk

Cuộc tấn công Kupiansk (Kupiansk offensive) là một loạt các cuộc giao tranh quân sự diễn ra xung quanh thành phố Kupiansk, cũng như dọc theo sông Oskil giữa Kupiansk lan qua Dvorichna đến khu định cư biên giới Topoli ở tỉnh Kharkiv. Cuộc tấn công Kupiansk là một phần trong nỗ lực mới nhằm tiến vào phía đông tỉnh Kharkiv và chiếm lại các vị trí dọc theo sông Oskil để cắt đứt nguồn hậu cần của Ukraina ở bờ phía đông. Các hoạt động tấn công được khởi động lại theo hướng sau khi lực lượng Nga tấn công Kupiansk vào cuối tháng 11 năm 2024 và tăng cường sau khi lực lượng Nga thiết lập một số đầu cầu trên bờ phía tây của sông Oskil vào đầu năm 2025. Đây là nỗ lực tấn công không ngừng của lực lượng Nga vào khu vực Kupiansk thông qua các hoạt động quân sự diễn ra xung quanh thành phố Kupiansk và dọc theo sông Oskil, từ Kupiansk qua Dvorichna đến Topoli ở tỉnh Kharkiv vốn là một mặt trận chiến đấu trực tiếp và ác liệt, nằm ở phía Đông tỉnh Kharkiv. Quân Nga tung vào mặt trận này một lực lượng tham chiến lên đến hơn 10.000 quân, trong khi đó, phía Ukraina có khoảng 2.000 quân cố thủ.

## Bối cảnh
Vào tháng 9 năm 2022, lực lượng Ukraina đã phát động một cuộc phản công lớn tại Kharkiv, đánh cho Nga tan tác, buộc lực lượng Nga phải rút chạy thục mạng khỏi phần lớn tỉnh Kharkiv và tiến về bờ đông sông Oskil. Trong cuộc phản công hào hùng này, thành phố Kupiansk đã được giải phóng. Nhưng từ cuối năm 2023 và đặc biệt trong năm 2024 và đầu năm 2025, khu vực này chứng kiến những nỗ lực tấn công liên tục và ngày càng mạnh mẽ của lực lượng Nga bại binh phục hận nhằm giành lại hoặc tiến sâu hơn về phía thành phố Kupiansk. Vào cuối năm 2024, trong bối cảnh nỗ lực tấn công của Nga tại tỉnh Donetsk, các lực lượng Nga bắt đầu tấn công và tiến vào phía đông tỉnh Kharkiv, đặc biệt là theo hướng Kupiansk, trung tâm hành chính của Kupiansk Raion. Vào ngày 13 tháng 11 năm 2024, các lực lượng Nga đã trực tiếp tấn công thành phố Kupiansk từ phía bắc, sử dụng hai đoàn xe bọc thép để đột phá mở đường. Viện Nghiên cứu Chiến tranh (ISW) đã đánh giá rằng việc tái chiếm lại lãnh thổ tới tận sông Oskil sẽ cho phép lực lượng Nga bao vây phía bắc tỉnh Donetsk và tấn công trực tiếp các trung tâm hậu cần của Ukraina, chẳng hạn như Lyman, như một phần trong chiến dịch miền Đông Ukraina của quân Nga.

## Chiến sự
Chiến sự tại mặt trận này mang tính tiêu hao, giành giật từng vị trí nhỏ, và Nga được cho là đang cố gắng thiết lập hoặc mở rộng các đầu cầu ở bờ Tây sông Oskil, cụ thể xảy ra là gần cầu treo phía nam Novomlynsk. Cùng lúc đó, Bộ Tổng tham mưu Ukraina thừa nhận rằng lực lượng Nga đã phát động các cuộc tấn công vào bờ tây gần Fyholivka, Holubivka và Kindrashivka. Cuộc chiến tiếp tục cho đến tháng 12 năm 2024. Kupiansk là một mặt trận chiến đấu trực tiếp và ổn định (dù rất ác liệt). Cụm ba mặt trận tiền tuyến theo hướng Kupiansk - Kharkiv - Sumy là các hình thức áp lực quân sự khác nhau của Nga ở phía Đông Bắc Ukraina, từ chiến đấu tiền tuyến trực diện (Kupiansk) đến tấn công vào trung tâm đô thị và mở mặt trận mới (cuộc tấn công Kharkiv năm 2024), và gây áp lực dọc biên giới với nguy cơ tấn công tổng lực tiềm tàng (cuộc tấn công Sumy năm 2025). Nỗ lực tấn công của Nga nhằm vào Kupiansk (từ cuối năm 2023 và trong năm 2024), quân Nga hoạt động trở lại hoặc tăng cường theo hướng này sau khi lực lượng Nga tấn công Kupiansk vào cuối tháng 11 năm 2024. Kể từ cuối năm 2023 và trong suốt năm 2024, lực lượng Nga đã phát động và duy trì các nỗ lực tấn công quy mô lớn nhằm tái chiếm Kupiansk và các khu vực lân cận ở tỉnh Kharkiv. Diễn biến chiến sự đã leo thang cường độ sau khi lực lượng Nga thiết lập được một số đầu cầu ở bờ Tây sông Oskil vào đầu năm 2025, đặc biệt là quân Nga đang tỏ vẻ rầm rộ chuẩn bị việc vượt sông Oskil. Đây là một phần của chiến lược rộng lớn hơn của Nga nhằm giành lại các vùng lãnh thổ đã mất hoặc cải thiện vị trí chiến thuật. Cuộc tấn công này có đặc điểm là giao tranh rất khốc liệt và kéo dài, giằng co với áp lực liên tục từ phía Nga. Vào ngày 8 tháng 5 năm 2025, trong lệnh ngừng bắn kéo dài ba ngày “Ngày Chiến thắng”, lực lượng Nga đã tiến một bước nhỏ vào vùng ngoại ô phía đông bắc của Dvorichna.